# 比西 (谢尔省)
比西（法語：Bussy，法語發音：[bysi]）是法国谢尔省的一个市镇，位于该省中东部偏南，属于圣阿芒蒙龙区。

## 地理
比西（46°54'12.0"N, 2°37'15.5"E）面积26.69 平方千米，位于法国中央-卢瓦尔河谷大区谢尔省，该省份为法国中部省份，北起卢瓦雷省，西接卢瓦-谢尔省和安德尔省，南至克勒兹省，东南接阿列省，东临涅夫勒省。
与比西接壤的市镇（或旧市镇、城区）包括：沙利瓦米隆、科尼、欧龙河畔丹、朗唐、沃尔奈、奥姆里。

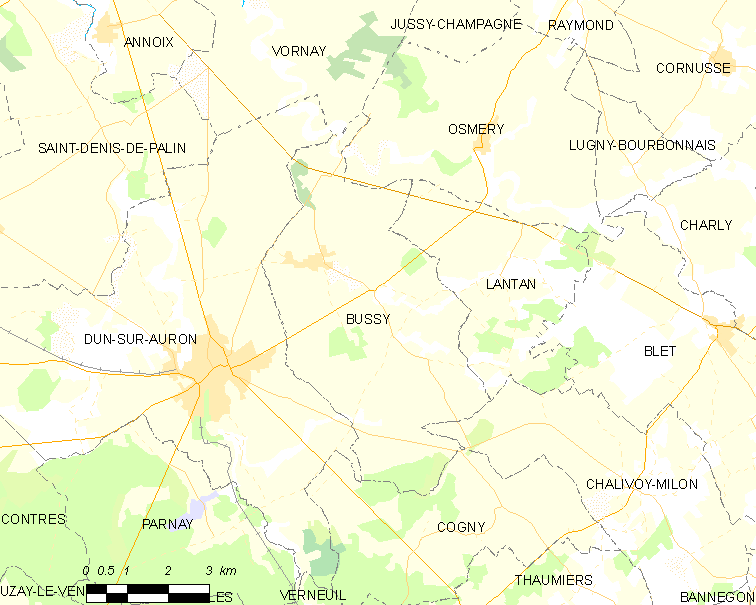
的OSM定位图

比西的时区为UTC+01:00、UTC+02:00（夏令时）。

## 行政
比西的邮政编码为18130，INSEE市镇编码为18040。

## 政治
比西所属的省级选区为欧龙河畔丹县。

## 人口

1962-2008年间人口变化图示

比西于2022年1月1日时的人口数量为357人。